# Ꝓ
Ꝓ, ꝓ – litera rozszerzonego alfabetu łacińskiego, wykorzystywana w niektórych średniowiecznych rękopisach sporządzanych w języku łacińskim m.in. jako skrót przyimka pro (pol. dla, za).
Przykład użycia:
| Przykład | Tekst źródłowy               |       |
| -------- | ---------------------------- | ----- |
| ꝓnunciat | Apologeticus adversus gentes | [ 2 ] |

## Kodowanie
| Znak                   | Ꝓ                                    | Ꝓ                                    | ꝓ                                  | ꝓ                                  |
| ---------------------- | ------------------------------------ | ------------------------------------ | ---------------------------------- | ---------------------------------- |
| Nazwa w Unikodzie      | Latin capital letter p with flourish | Latin capital letter p with flourish | Latin small letter p with flourish | Latin small letter p with flourish |
| Kodowanie              | dziesiątkowo                         | szesnastkowo                         | dziesiątkowo                       | szesnastkowo                       |
| Unicode                | 42834                                | U+A752                               | 42835                              | U+A753                             |
| UTF-8                  | 234 157 146                          | ea 9d 92                             | 234 157 147                        | ea 9d 93                           |
| Odwołania znakowe SGML | &#42834;                             | &#xA752;                             | &#42835;                           | &#xA753;                           |